# スーパープレミアム
『スーパープレミアム』は、NHK BSプレミアムで2016年4月16日から随時放送される単発特別番組である。

## 概要
BSプレミアムのフラッグシップとして、大型エンターテインメントや、長期取材に基づくこれまでにないスケールの番組など、多彩な視聴者の関心を呼ぶ番組を土曜夜間に2～4時間編成。NHK BSプレミアムで随時放送している。

## 放送リスト
| 放送日         | 放送時間                                                             | タイトル                                                   |                      | 出演者 | 備考                                                                           |
| -------------- | -------------------------------------------------------------------- | ---------------------------------------------------------- | -------------------- | --- | ------------------------------------------------------------------------------ |
| 2016年4月16日  | 20:00 - 21:33                                                        | 三代目 J SOUL BROTHERS from EXILE TRIBEスペシャル          | エンターテインメント | 【司会】有働由美子 【出演】三代目 J SOUL BROTHERS from EXILE TRIBE | 5月15日14時から再放送。                                                        |
| 2016年5月28日  | 21:00 - 22:29                                                        | シルクロード 謎の民〜タクラマカン砂漠 楼蘭の末えい?〜      | ドキュメンタリー     | 満島真之介 | 6月19日14時30分から再放送。2017年3月6日16時15分から再放送。                    |
| 2016年6月25日  | 20:00 -21:30                                                         | ザ・ビートルズフェス〜来日50年記念・3時間SPECIAL〜         | ドキュメンタリー     | 【司会】ジョン・カビラ、小島瑠璃子 | 7月31日13時から再放送。                                                        |
| 2016年7月9日   | 20:00 - 23:00                                                        | 祝ウルトラマン50〜乱入LIVE!怪獣大感謝祭〜                  | エンターテインメント | 【司会】爆笑問題 | 8月28日14時から再放送。                                                        |
| 2016年8月16日  | 18:00 - 20:59                                                        | スペシャルライブ!京都 五山送り火                           | 生中継               | |                                                                                |
| 2016年10月22日 | 20:00 - 21:59                                                        | AKB48FES2016                                               | エンターテインメント | 【出演】AKB48､SKE48､NMB48､HKT48､NGT48､AKB48Team8 |                                                                                |
| 2016年11月19日 | 20:00 - 22:00                                                        | 獄門島                                                     | ドラマ               | 【出演】長谷川博己、仲里依紗、奥田瑛二、小市慢太郎、古田新太、瑳川哲朗 | 原作：横溝正史「金田一耕助シリーズ」 2017年5月4日21時から再放送。              |
| 2016年12月10日 | 19:30 - 21:00                                                        | 漱石悶々（もんもん） 夏目漱石最後の恋 京都祇園の二十九日間 | ドラマ               | 【出演】豊川悦司、宮沢りえ、林遣都、青柳翔、鈴木杏、村上新悟 | 2017年2月12日13時30分から再放送。                                              |
| 2017年1月14日  | 21:00 - 22:29                                                        | 花嵐の剣士〜幕末を生きた女剣士・中澤琴〜                   | ドラマ               | 【出演】黒木メイサ、筒井道隆、田中美里、吉沢悠、宅間孝行、袴田吉彦、青山倫子、池内万作、波岡一喜、神尾佑、加藤雅也、西村雅彦 | 3月19日14時30分から再放送。                                                    |
| 2017年2月18日  | 20:00 -                                                              | 龍の歯医者（前編）「天狗虫編」                             | アニメ               | | 3月20日16時15分から再放送。                                                    |
| 2017年2月25日  | 20:00 -                                                              | 龍の歯医者（後編）「殺戮虫編」                             | アニメ               | | 3月20日17時01分から再放送。                                                    |
| 2017年4月22日  | 20:00 -                                                              | 潜入!世界最高峰のマジック殿堂 マジックキャッスル           | エンターテインメント | 【司会】ジュディ・オング、二宮直輝【ゲスト】近藤正臣、関根勤、新井美羽、篠田麻里子、落合陽一【出演】哀川翔、勝俣州和、緒川集人 |                                                                                |
| 2017年5月27日  | 21:00 - 23:00                                                        | 世界プリンス・プリンセス物語                               | バラエティ           | 【司会】パトリック・ハーラン、有働由美子【出演】池上彰、ミッツ・マングローブ、小芝風花、にしぐち瑞穂【語り】堀越将伸 |                                                                                |
| 2017年6月24日  | 19:30 -                                                              | 日本人が最も愛した男・石原裕次郎                           | ドキュメンタリー     | |                                                                                |
| 2017年7月29日  | 20:00 - 22:00                                                        | 玉木宏 音楽サスペンス紀行〜亡命オーケストラの謎〜          | ドキュメンタリー     | 【出演】玉木宏 【語り】高橋美鈴 |                                                                                |
| 2017年8月9日   | 19:00 - 23:00                                                        | 京都異界中継                                               | 生中継               | 【出演】平祐奈、武内陶子 |                                                                                |
| 2017年9月23日  | 10:00 - 20:57（Part1） 20:57 - 21:56（Part2） 21:56 - 22:59（Part3） | 医師の闘病から読み解く がんを生きる新常識                  | 健康番組             | 【司会】坂上忍、高橋真麻 【出演】柳生博、宮崎美子、竹原慎二、レッド吉田、吉木りさ 【語り】藤井隆、渡邉佐和子 |                                                                                |
| 2017年10月28日 | 21:00 - 22:30                                                        | 秘境中国 謎の民 天頂に生きる〜長江文明を築いた悲劇の民族〜 | ドキュメンタリー     | 【語り】薬師丸ひろ子、松尾剛 |                                                                                |
| 2017年11月18日 | 21:00 - 23:00                                                        | 探検!ツタンカーメン王墓                                    | ドキュメンタリー     | 【出演】安田顕、堀内敬子、河合望 【語り】久保田祐佳 |                                                                                |
| 2017年11月25日 | 21:00 - 23:00                                                        | 古代エジプト 3人の女王のミステリー                         | ドキュメンタリー     | 【司会】鎌倉千秋 【出演】松嶋菜々子、西島秀俊、河江肖剰（エジプト考古学者）、杉山愛（元プロテニスプレーヤー）、中野信子（脳科学者・医学博士）                                                                                                  |                                                                                |
| 2017年12月23日 | 21:00 - 23:00                                                        | 最強の牛肉! 頂上決戦                                       | バラエティ           | 【司会】城島茂、小野文恵 【ゲスト】関根勤、ロバート・キャンベル、相楽樹、植野広生 【出演】和知徹、水島弘史、橋本幹造 【語り】田中寛人、河合紗希子                                                                                              |                                                                                |
| 2018年1月13日  | 20:00 - 22:59                                                        | ぐるっと赤道3時間スペシャル                                | 教養番組             | 【司会】所ジョージ、加藤綾子 【出演】荒俣宏、ハライチ、羽田美智子、パトリック・ハーラン、足立梨花、白戸圭一、油井亀美也 【語り】平野義和、辻よしなり 【アナウンサー】徳永圭一                                                                  |                                                                                |
| 2018年2月17日  | 21:00 - 22:50                                                        | 荒神                                                       | スペシャルドラマ     | 【出演】内田有紀、平岳大、平岡祐太、柳沢慎吾、前田亜季、前川泰之、中本賢、角替和枝、中原丈雄、品川徹、田中要次、加藤雅也、柴俊夫、大地康雄 | 原作：宮部みゆき                                                               |
| 2018年3月18日  | 21:00 - 23:00                                                        | よみがえる太陽の塔 “閉塞する日本人”へのメッセージ          | ドキュメンタリー     | 【出演】小橋めぐみ |                                                                                |
| 2018年3月21日  | 19:00 - 21:00                                                        | 完全中継 復活太陽の塔                                      | ドキュメンタリー     | 【出演】小橋めぐみ、平野暁臣、藻谷浩介、浦沢直樹 |                                                                                |
| 2018年4月21日  | 20:00 - 22:29                                                        | 傑作か、それとも…京都 大徳寺・真珠庵での格闘               | ドキュメンタリー     | 【語り】高橋克実 |                                                                                |
| 2018年5月26日  | 20:00 - 23:00                                                        | 世界最高峰のマジック殿堂“マジックキャッスル2018”           | エンターティメント   | 【司会】ジュディ・オング、二宮直輝 【リポーター】哀川翔、勝俣州和 |                                                                                |
| 2018年6月9日   | 21:00 - 22:59                                                        | 第3弾!世界プリンス・プリンセス物語                         | バラエティ           | 【司会】有働由美子、ハリー杉山 【出演】池上彰、ミッツ・マングローブ、水野美紀 【リポーター】阿部渉 【語り】徳永圭一 | 第2弾は2018年01月08日(19:30 - 20:43）にNHK総合で放送。                         |
| 2018年6月30日  | 21:00 - 22:29                                                        | 桐谷健太 熱帯の氷河キリマンジャロに挑む                    | ドキュメンタリー     | 【出演】桐谷健太 |                                                                                |
| 2018年7月28日  | 21:00 - 22:59                                                        | 悪魔が来りて笛を吹く                                       | ドラマ               | 【出演】吉岡秀隆 | 原作：横溝正史「金田一耕助シリーズ」                                           |
| 2018年9月15日  | 18:30 - 23:30                                                        | 日仏友好160年 とことんフランス！ 魅惑の5時間スペシャル     | バラエティ           | 【出演】深田恭子 【ゲスト】宮本亜門、大久保佳代子、渡部豪太、ドラ・トーザン、くまモン 【リポーター】フローラン・ダバディ、中村江里子、辻仁成 【司会】和久田麻由子 【語り】船越英一郎、安田美沙子、島崎和歌子、おのののか、いとうあさこ、南明奈 |                                                                                |
| 2018年9月29日  | 2１:00 - 22:59                                                       | エレガンスの舞台裏〜パリマダムを彩る世界最高峰のメゾン〜   | ドキュメンタリー     | 【語り】吉田鋼太郎、吉田羊 |                                                                                |
| 2018年10月13日 | 21:00 - 22:29                                                        | マリオ〜AIのゆくえ〜                                       | ドラマ               | 【出演】西島秀俊、田中哲司、倉科カナ、福崎那由他 |                                                                                |
| 2018年10月20日 | 20:00 - 22:00                                                        | 天国からのお客さま                                         | エンターテインメント | 【出演】中村玉緒、太田光（爆笑問題）、山里亮太、立川志らく、小堺一機、いとうせいこう、前野朋哉 | 勝新太郎、立川談志、夏目漱石の精巧なアンドロイドが登場。妻や後輩らと対談する。 |
| 2018年11月24日 | 21:00 - 22:29                                                        | 遙かなる山の呼び声                                         | スペシャルドラマ     | 【出演】阿部寛、常盤貴子、筧利夫、中原丈雄、高畑淳子、佐藤優太郎 | 原作：山田洋次                                                                 |
| 2018年11月10日 | 22:00 - 23:29                                                        | カラスになったおれは地上の世界を見おろした。               | ドラマ               | 【出演】眞島秀和、淵上泰史、野波麻帆、柴崎楓雅、江波杏子、松澤匠、水澤紳吾、酒井美紀 |                                                                                |
| 2018年12月8日  | 21:00 - 22:00                                                        | 医師の闘病から読み解く がんを生きる新常識2                 | 健康番組             | 【司会】坂上忍、高橋真麻 【出演】黒沢年雄、角盈男、レッド吉田、生稲晃子、安藤美姫 【語り】藤井隆、久保田祐佳 |                                                                                |
| 2019年1月13日  | 19:30 - 22:00                                                        | YouTuber×NHK 1億いいね!大作戦                              | バラエティ           | 【司会】ロンドンブーツ1号2号、杉浦友紀 【出演】中尾彬、デーブ・スペクター、大久保佳代子、鈴木奈々、吉田朱里、菊地亜美 【リポーター】飯島徹郎                                                                                                   |                                                                                |
| 2019年2月23日  | 13:30 - 16:20                                                        | 家族になろうよ 犬と猫と私たちの未来 第一部                 | ペット番組           | 【出演】糸井重里、馬場典子、大久保佳代子、今田美桜、松島花、犬飼貴丈、小澤廉、野々村真、太田光明、西川文二 【語り】横山友香、根本泰彦 |                                                                                |
| 2019年2月23日  | 18:30 - 20:00                                                        | 家族になろうよ 犬と猫と私たちの未来 第二部                 | ペット番組           | 【出演】糸井重里、馬場典子、石田ゆり子、小菅正夫、川田彩代、太田快作 【アナウンサー】瀬田宙大 【語り】斎藤工 |                                                                                |
| 2019年2月23日  | 23:00 - 23:30（前半） 23：45 - 翌00:30（後半）                       | 家族になろうよ 犬と猫と私たちの未来 第三部                 | ペット番組           | 【出演】糸井重里、馬場典子、石田ゆり子、小菅正夫、川田彩代、太田快作 【アナウンサー】瀬田宙大 |                                                                                |
| 2019年3月23日  | 21:00 - 22:59                                                        | スローな武士にしてくれ 〜京都 撮影所ラプソディー〜         | ドラマ               | 【出演】内野聖陽、柄本佑、中村獅童、水野美紀、藤本隆宏、浜田晃、佐川満男、本田博太郎、伊武雅刀、石橋蓮司、里見浩太朗 |                                                                                |
| 2019年4月27日  | 21:00 - 22:29                                                        | 恋と就活のダンパ                                           | スペシャルドラマ     | 【出演】加藤諒、小芝風花、白洲迅、須賀健太、華村あすか、深水元基、長井短、嶋田久作 |                                                                                |
| 2019年5月18日  | 21:00 - 22:59                                                        | 世界最高峰のマジック殿堂 マジックキャッスル2019            | エンターティメント   | 【出演】哀川翔、勝俣州和 【解説】緒川集人 【アナウンサー】大坂敏久 【語り】ジュディ・オング |                                                                                |
| 2019年9月28日  | 19:00 - 20:02                                                        | 医師の闘病から読み解く〜働き盛りに死なない新常識〜         | 健康番組             | 【司会】坂上忍、高橋真麻 【出演】ブラザートム、磯野貴理子、益子直美、HIRO、假屋崎省吾 【語り】高橋克実、守本奈実 |                                                                                |
| 2019年10月12日 | 21:00 - 22:59                                                        | 八つ墓村                                                   | ドラマ               | 【出演】吉岡秀隆、村上虹郎、真木よう子、蓮佛美沙子、佐藤玲、音尾琢真、小市慢太郎、國村隼 | 原作：横溝正史「金田一耕助シリーズ」                                           |
| 2020年1月11日  | 21:00 - 22:59                                                        | 山本周五郎ドラマ さぶ                                      | ドラマ               | 【出演】杉野遥亮、森永悠希 | 原作：山本周五郎                                                               |
| 2020年2月22日  | 21:00 - 22:59                                                        | ファーストラヴ                                             | 特集ドラマ           | 【出演】杉野遥亮、森永悠希 |                                                                                |
| 2020年4月11日  | 21:00 - 22:29                                                        | 柳生一族の陰謀                                             | ドラマ               | 【出演】吉田鋼太郎、溝端淳平 |                                                                                |